# Malaria!
Malaria! war eine Berliner Band, die 1981 aus der Formation Mania D hervorging. Sie erzielte während der New-Wave-Bewegung auch internationale Erfolge. Gründungsmitglieder waren Gudrun Gut und Bettina Köster. Hinzu kamen Manon Pepita Duursma vom Nina-Hagen-Projekt O.U.T., Christine Hahn, die bereits mit dem Avantgarde-Musiker Glenn Branca zusammenarbeitete, sowie Susanne Kuhnke von der Band Die Haut. Der Malaria! Videoclip Geld/Money von Brigitte Bühler zeigt experimentelle Filmkunst.

## Geschichte
Die Musik von Malaria! pendelte zwischen klassischem Dark Wave und kühler, tanzbarer Avantgarde. Ihr bekanntester Titel ist Kaltes klares Wasser, zu dem Bettina Köster den Text beitrug. Ursprünglich nur zur Live-Präsentation konzipiert, entstand der Track auf einer Tournee in Brüssel und entwickelte sich 1981 zum Untergrundhit.
Mit Nina Hagen spielten Malaria! im New Yorker Studio 54 und mit John Cale im Mudd Club. Malaria! war mit Siouxsie and the Banshees, New Order und The Birthday Party auf Tournee, mit denen sie in der New Yorker Danceteria, im Pariser Les Bains Douches, im Londoner Batcave und immer wieder im SO36 in Kreuzberg/Berlin spielten. Malaria! beeinflusste junge Girl-Bands und Künstlerinnen, wie beispielsweise  Chicks on Speed und Barbara Morgenstern, die auch um die Jahrtausendwende jeweils eine Coverversion von Kaltes klares Wasser publizierten.
Mitte der 1980er Jahre stellte Malaria! die Aktivitäten vorerst ein und veröffentlichte erst 1992, zum Trio Köster-Gut-Duursma geschrumpft, neues Material unter dem Titel Elation.

## Diskografie
- 1981: Malaria (12")
- 1981: How Do You Like My New Dog? (7")
- 1982: Emotion (LP)
- 1982: New York Passage (12")
- 1982: White Water (12")
- 1983: Revisited – Live (Kassette)
- 1984: Beat the Distance (12")
- 1991: Compiled (CD)
- 1991: Kaltes klares Wasser (CDM)
- 1992: Elation (CDM)
- 1993: Cheerio (CD)
- 2001: Compiled 1981-1984 (CD)
- 2001: Versus EP (12")

## Auszeichnungen
- Dance Music Award
  - 2001: in der Kategorie „Erfolgreichster nationaler Vinyl-Sales Hit“ (Kaltes klares Wasser)